# راجو چاچا
راجو چاچا (به هندی: Raju Chacha) فیلمی محصول سال ۲۰۰۰ و به کارگردانی آنیل دوگان است. در این فیلم بازیگرانی همچون اجی دیوگن، کاجول، ریشی کاپور، سانجی دات، جانی لور ایفای نقش کرده‌اند.